# でっかい札束
『でっかい札束』（でっかいさつたば、英: The Big Bankroll）は1961年に公開されたアメリカの犯罪映画である。ジョセフ・M・ニューマンが監督をし、サミュエル・ビショフが製作をした。またデビッド・ジャンセン、ダイアン・フォスター、ダイアナ・ドースそしてジャック・カーソンが出演した。禁酒法時代、ギャングのアーノルド・ロススタインは犯罪の闇社会における代表的な人物となった。このことは本作品のタイトルの代案『狂騒の1920年代の帝王：アーノルド・ロススタインの物語』からも分かる。本作品の原作はレオ・カッチャーの著書である。